# Sjælland (vùng)
Vùng Sjælland (tiếng Đan Mạch: Region Sjælland) là vùng hành chính cực nam của Đan Mạch, được thành lập vào ngày 1 tháng 1 năm 2007 trong một cuộc cải cách hành chính trên quy mô toàn quốc.
Vùng Sjælland bao gồm các hạt cũ Roskilde, Storstrøm, và Vestsjælland.
Vùng được đặt tên theo hòn đảo Zealand, hòn đảo bị chia se giữa vùng Sjælland và vùng thủ đô Đan Mạch. Vùng Sjælland cũng bao gồm các hòn đảo Lolland, Falster, và Møn.